# Lisa Gaye
Lisa Gaye, nata Lesli Griffin (Denver, 6 marzo 1935 – Houston, 14 luglio 2016), è stata un'attrice statunitense.
Era figlia del pittore Frank Henry Griffin e dell'attrice Margaret Allen (nata Gibson) e sorella delle attrici Teala Loring e Debra Paget e del truccatore e attore Frank Griffin.
Ha recitato in 14 film dal 1954 al 1967 ed è apparsa in oltre 70 produzioni televisive dal 1955 al 1970.

## Biografia
Lisa Gaye nacque a Denver, in Colorado, il 6 marzo 1935. Iniziò come ballerina a Los Angeles.

### Carriera
Per la televisione, interpretò, tra gli altri, il ruolo di Collette DuBois in 13 episodi della serie televisiva The Bob Cummings Show dal 1955 al 1959, di Gwen Kirby in 13 episodi della serie How to Marry a Millionaire dal 1958 al 1959, di Natula in due episodi della serie Northwest Passage nel 1958 e molti altri ruoli secondari o apparizioni da guest star in decine di episodi di serie televisive dagli anni 50 al 1970. Fu inoltre accreditata due volte nella serie western Have Gun - Will Travel in due ruoli diversi: quello di Helen Abajinian (episodio Helen of Abajinian) e di Nancy Warren (episodio Gun Shy).
Recitò anche in un episodio della serie antologica a stampo fantascientifico Scienza e fantasia (episodio Gravity Zero) e in dieci episodi (tutti in ruoli diversi) di Death Valley Days, un'altra serie antologica. La sua ultima apparizione sul piccolo schermo avvenne nell'episodio A Town Called Sincere della serie televisiva Mod Squad, i ragazzi di Greer, andato in onda il 27 gennaio 1970, che la vede nel ruolo di Yolanda, mentre per il grande schermo l'ultima interpretazione risale al film The Violent Ones del 1967 in cui interpreta Dolores. Si ritirò dalle scene nel 1970.

### Vita privata
Gaye sposò nel 1955 Bently C. Ware; il matrimonio durò fino alla morte del marito, avvenuta nel 1977; la coppia ebbe un figlio.

## Filmografia

### Cinema
- La storia di Glenn Miller (The Glenn Miller Story), regia di Anthony Mann (1954)
- Hawaiian Nights, regia di Will Cowan - cortometraggio (1954)
- Yankee Pascià (Yankee Pasha), regia di Joseph Pevney (1954)
- Al di là del fiume (Drums Across the River), regia di Nathan Juran (1954)
- Magnifica ossessione (Magnificent Obsession), regia di Douglas Sirk (1954)
- David Rose and His Orchestra, regia di Will Cowan (1954) - corto
- Non è peccato (Ain't Misbehavin'), regia di Edward Buzzell (1955)
- Senza tregua il rock n roll (Rock Around the Clock), regia di Fred F. Sears (1956)
- Processo al rock and roll (Shake, Rattle & Rock!), regia di Edward L. Cahn (1956)
- 10.000 camere da letto (Ten Thousand Bedrooms), regia di Richard Thorpe (1957)
- Night of Evil, regia di Richard Galbreath (1962)
- La cara del terror, regia di Isidoro M. Ferry (1962)
- Castle of Evil, regia di Francis D. Lyon (1966)
- The Violent Ones, regia di Fernando Lamas (1967)

### Televisione
- Frontier – serie TV, un episodio (1955)
- Scienza e fantasia (Science Fiction Theatre) – serie TV, episodi 1x36-2x36 (1955-1957)
- The Bob Cummings Show – serie TV, 13 episodi (1955-1959)
- The Adventures of Jim Bowie – serie TV, 2 episodi (1956-1957)
- It's a Great Life – serie TV, un episodio (1956)
- Annie Oakley – serie TV, un episodio (1956)
- The George Burns and Gracie Allen Show – serie TV, 3 episodi (1956)
- Have Gun - Will Travel – serie TV, 2 episodi (1957-1958)
- State Trooper – serie TV, un episodio (1957)
- Men of Annapolis – serie TV, episodio 1x13 (1957)
- Avventure in elicottero (Whirlybirds) – serie TV, un episodio (1957)
- L'uomo ombra (The Thin Man) – serie TV, episodio 1x10 (1957)
- Tombstone Territory – serie TV, 2 episodi (1958-1959)
- How to Marry a Millionaire – serie TV, 13 episodi (1958-1959)
- Perry Mason – serie TV, 7 episodi (1958-1966)
- Zorro – serie TV, episodio 1x13 (1958)
- The Lineup – serie TV, un episodio (1958)
- Mike Hammer – serie TV, un episodio (1958)
- The Walter Winchell File – serie TV, un episodio (1958)
- Northwest Passage – serie TV, 2 episodi (1958)
- The Californians – serie TV, un episodio (1958)
- Flight – serie TV, episodio 1x14 (1958)
- Bat Masterson – serie TV, 3 episodi (1959-1961)
- Indirizzo permanente (77 Sunset Strip) – serie TV, 5 episodi (1959-1963)
- Hudson's Bay – serie TV, un episodio (1959)
- Black Saddle – serie TV, un episodio (1959)
- Colonel Humphrey Flack – serie TV, un episodio (1959)
- Colt .45 – serie TV, un episodio (1959)
- Avventure in fondo al mare (Sea Hunt) – serie TV, 5 episodi (1959)
- Sugarfoot – serie TV, episodio 3x01 (1959)
- Pony Express – serie TV, episodio 1x11 (1959)
- The Grand Jury – serie TV, un episodio (1959)
- Hawaiian Eye – serie TV, 5 episodi (1960-1963)
- Death Valley Days – serie TV, 10 episodi (1960-1969)
- Unsolved – film TV (1960)
- Mr. Lucky – serie TV, episodio 1x16 (1960)
- The Millionaire – serie TV, un episodio (1960)
- Men Into Space – serie TV, episodio 1x19 (1960)
- U.S. Marshal – serie TV, un episodio (1960)
- Bourbon Street Beat – serie TV, 2 episodi (1960)
- Markham – serie TV, un episodio (1960)
- Ricercato vivo o morto (Wanted: Dead or Alive) – serie TV, episodio 3x03 (1960)
- Cheyenne – serie TV, 2 episodi (1960)
- Mr. Garlund – serie TV, un episodio (1960)
- Gli uomini della prateria (Rawhide) - serie TV, episodio 3x05 (1960)
- Scacco matto (Checkmate) – serie TV, episodio 1x10 (1960)
- Surfside 6 – serie TV, episodi 1x29-2x31 (1961-1962)
- Maverick – serie TV, episodio 4x16 (1961)
- Carovane verso il west (Wagon Train) – serie TV, un episodio (1961)
- Avventure in paradiso (Adventures in Paradise) – serie TV, episodio 2x29 (1961)
- Bachelor Father – serie TV, un episodio (1961)
- The Bob Cummings Show – serie TV, un episodio (1961)
- Tales of Wells Fargo – serie TV, 2 episodi (1961)
- Ripcord – serie TV, episodio 1x21 (1962)
- Laramie – serie TV, un episodio (1962)
- Bronco – serie TV, un episodio (1962)
- The Beachcomber – serie TV, un episodio (1962)
- Going My Way – serie TV, episodio 1x13 (1962)
- My Living Doll – serie TV, episodio 1x05 (1964)
- Mona McCluskey – serie TV, un episodio (1965)
- Mr. Roberts (Mister Roberts) – serie TV, episodio 1x06 (1965)
- The John Forsythe Show – serie TV, un episodio (1965)
- La legge di Burke (Burke's Law) – serie TV, 2 episodi (1965)
- The Smothers Brothers Show – serie TV, un episodio (1965)
- Selvaggio west (The Wild Wild West) – serie TV, 2 episodi (1966-1967)
- Hank – serie TV, un episodio (1966)
- La doppia vita di Henry Phyfe (The Double Life of Henry Phyfe) – serie TV, episodio 1x14 (1966)
- Kronos - Sfida al passato (The Time Tunnel) – serie TV, episodio 1x20 (1967)
- Get Smart – serie TV, un episodio (1967)
- La valle del mistero (Valley of Mystery) – film TV (1967)
- Strega per amore (I Dream of Jeannie) – serie TV, un episodio (1968)
- The Flying Nun – serie TV, 2 episodi (1969)
- Mod Squad, i ragazzi di Greer (The Mod Squad) – serie TV, un episodio (1970)